# Pinzeta

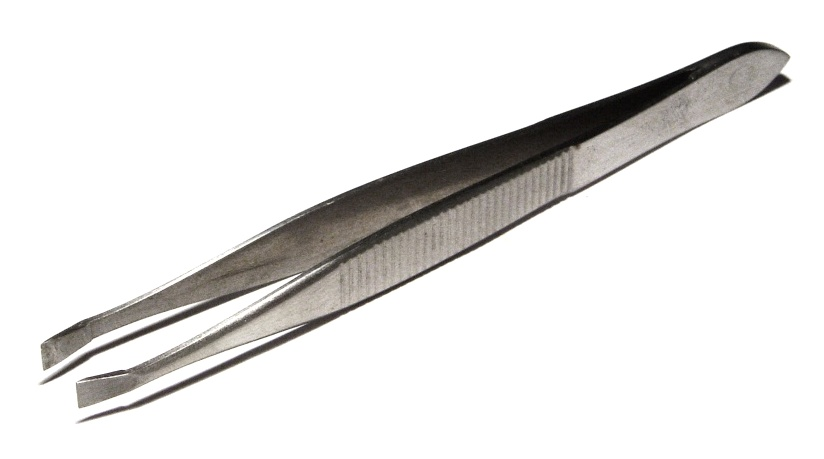
Běžná pinzeta

Pinzeta je zvláštní druh nástroje, který je určen pro manipulaci s velice malými či kluzkými předměty, které nejsou schopné lidské prsty pevně sevřít a dále s nimi pracovat. Nejčastěji je úzkým a protáhlým jednolitým tělesem, na jehož konci se nachází proti sobě stojící pár paciček, které bývají často pro lepší schopnost udržet těleso vybaveny zoubkováním. Pro použití pinzety stačí tato dvě ramena stlačit směrem k sobě, čímž dojde k sevření předmětu mezi obě části.
Nejčastěji pinzeta bývá vyrobena z kovu kvůli odolnosti a pevnosti, často se používá i plast či dřevo. Pinzeta je nenahraditelným pomocníkem například v lékařství.